# Heinz Schneider-Schott

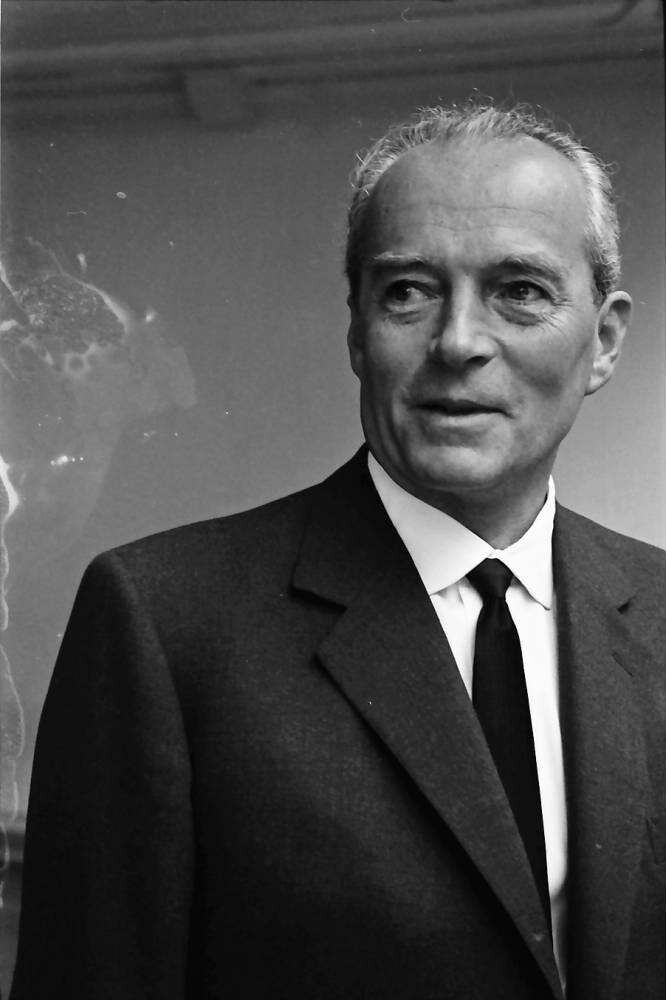
Heinz Schneider-Schott (1962)

Heinz Schneider-Schott (* 22. April 1906 in Mainz; † 22. Januar 1988) war ein deutscher Musikverleger.
Schneider-Schott war mit der Tochter des Musikverlegers Ludwig Strecker verheiratet.
Er war von 1952 bis 1974 Geschäftsführer des Verlags B. Schott’s Söhne, sein Nachfolger wurde Peter Hanser-Strecker. im Jahr 1985 stiftete er der Stadt Mainz einen Geldbetrag zur langfristigen Etablierung des Schneider-Schott-Musikpreises.

## Ehrungen
- 1966: Verdienstkreuz des Verdienstordens der Bundesrepublik Deutschland
- 1976: Großes Verdienstkreuz des Verdienstordens der Bundesrepublik Deutschland